# Les Deux Amies (Lagrenée)
Pour les articles homonymes, voir Les Deux Amies.
Les Deux Amies ou Les Fricatrices est un tableau du XVIIIe siècle, mesurant 48,3 × 60 cm, peint par Jean-Jacques Lagrenée d'après Christie's,.

## Description
Le tableau représente deux femmes nues ayant une relation sexuelle dans un lit.